# Katrin Apel
Katrin Apel (* 4. Mai 1973 in Erfurt) ist eine ehemalige deutsche Biathletin und Skilangläuferin. Sie begann als Sechsjährige mit dem Skilanglauf, wurde bei den Nordischen Junioren-Skiweltmeisterschaften 1990 mit der Staffel Zweite und gewann 1993 über 5 km klassisch die Bronzemedaille. Von 1994 bis 2007 war sie als Biathletin aktiv, in dieser Zeit erlangte sie bei Großveranstaltungen sechsmal die Gold-, sechsmal die Silber- und zweimal die Bronzemedaille. Im Weltcup gewann sie 18 Mal mit der Staffel, wurde dreimal Sprint- und einmal Verfolgungsiegerin.

## Werdegang

### Anfänge
Apel kam durch ihre Eltern zum Skisport und stand mit eineinhalb Jahren schon auf Brettern. Mit sechs Jahren begann sie im Trainingszentrum Gräfenroda mit dem Skilanglauf und war mit sieben bereits Kreismeisterin. Sie trainierte im Alter von zehn bis zwölf Jahren zwei- bis dreimal in der Woche und bestritt Wettkämpfe. Neben dem Skisport betrieb sie wie ihre Eltern Leichtathletik. Im Jahr 1979 kam sie an die Polytechnische Oberschule in Gräfenroda und wechselte 1985 zusammen mit ihrem Bruder Jens an die Kinder- und Jugendsportschule (KJS) in Oberhof. Apel war mit 1,45 m Größe und 33 kg Gewicht für Erfolge nicht gewappnet. Sie kam nur deswegen an die Kinder- und Jugendsportschule, weil sie gut Crosslaufen konnte und zehn Klimmzüge schaffte. In der achten Klasse war sie bereits Dritte bei den DDR-Meisterschaften und zwei Jahre später Spartakiade-Siegerin.
Nach der 10. Klasse begann sie 1989 an der Pädagogischen Fachschule in Schmalkalden eine Ausbildung zur Erzieherin, die sie 1993 erfolgreich abschloss. Anschließend trat sie in die Sportfördergruppe der Bundeswehr ein, derzeit hat sie den Rang eines Hauptfeldwebels. Im neu gegründeten WSV Oberhof wurde sie von Ullrich Schneider, Kurt Albrecht und Gerold Köhler gefördert.

### 1990 bis 1994
Apel holte in ihrer Zeit als Langläuferin 13 nationale Titel, war je dreimal Jugend- und Juniorenmeisterin und 1991 auch Titelträgerin in der Aktivenklasse über 5 km klassisch. Bei den Juniorenweltmeisterschaften 1990 in Les Saisies belegte sie mit der deutschen Staffel den zweiten Platz und ein Jahr später den vierten Platz über 5 km Freistil und mit der DSV-Staffel. Bei den deutschen Meisterschaften erreichte sie über 10 km und im Staffelrennen jeweils den dritten Platz, und bei den Juniorenweltmeisterschaften 1993 wurde sie Dritte über 5 km klassisch, Vierte mit der Staffel und Sechste über 15 km Freistil. So schaffte sie den Durchbruch im Langlauf. Mit ihrem damaligen Verein WSV Oberhof feierte sie die nationale Staffel-Meisterschaft.

### 1994 bis 1998
Nach der missglückten Qualifikation für die Olympischen Winterspiele 1994 in Lillehammer wechselte Apel kurzentschlossen in das Lager der Biathleten. Gründe waren auch Unklarheit über ihre Rolle und Auseinandersetzungen im Verband. Weil sie noch im Langlaufkader war, nahm sie am Schießtraining heimlich teil. In ihrer ersten Saison 1994/95 stieg sie im Europacup ein. Apel überzeugte am Ende der Saison mit dem dritten Gesamtrang. Bei den Biathlon-Europameisterschaften 1995 in Le Grand-Bornand wurde sie im Sprint Dritte, und bei den deutschen Meisterschaften belegte sie mit der Staffel von Thüringen den zweiten Rang. Ein Jahr später stieg sie in den Biathlon-Weltcup auf. In der ersten Saison im Weltcup versagte sie regelmäßig am Schießstand, aber in der Staffel überzeugte sie mit guten Leistungen. In Oslo musste sie in der Staffel gleich zwei Strafrunden drehen, trotzdem wurde die Staffel des DSV-Quartetts Erste.
Der Bundestrainer Müßiggang und Co-Trainer Böse vertrauten ihr, so dass sie bei den Biathlon-Weltmeisterschaften 1996 in Ruhpolding in der Mannschaft und der Staffel zum Einsatz kam und zwei Goldmedaillen errang. Den ersten nationalen Titel holte sie sich über 15 km, im Sprint kam Rang zwei hinzu. In der Weltcup-Saison 1995/96 gelang ihr in Pokljuka im Einzel der dritte Rang und in der Gesamtwertung der 33. Rang. Bei den Weltmeisterschaften 1997 in Osrblie holte sie mit der Staffel wieder die Goldmedaille. Im Weltcup 1996/97 belegte sie am Ende der Saison Rang 26. Somit qualifizierte sie sich für die Olympischen Winterspiele 1998 in Nagano. In der Saison 1997/98 verbesserte sie sich in der Gesamtwertung auf Rang zwölf. Bei den Olympischen Winterspielen 1998 holte sie mit ihren Mannschaftskolleginnen Uschi Disl, Martina Zellner und Petra Behle die Goldmedaille in der Staffel und im Sprint die Bronzemedaille.

### 1999 bis 2003
Die Saison 1998/99 schloss Apel als Achte ab. Zum Abschluss der Saison konnte sie in Val Cartier einen dritten Rang in der Verfolgung und in Oberhof einen zweiten Rang erringen. Sie holte mit der Staffel bei den Weltmeisterschaften 1999 in Kontiolahti wieder die Goldmedaille. Im Weltcup 2000 in Ruhpolding wurde sie mit nur 1,8 Sekunden Vorsprung Zweite vor Santer und in der Gesamtwertung Zehnte. Bei den Weltmeisterschaften 2000 in Oslo konnte sie erneut überzeugen. Sie holte im Sprint und mit der Staffel die Silbermedaille. In der Saison 2000/01 kam sie in Osrblie und Ruhpolding auf den dritten Rang im Sprint. Mit der deutschen Staffel holte sie bei den Weltmeisterschaften 2001 die Silbermedaille. Am Ende der Saison 2001/02 kam sie in der Gesamtwertung auf den fünften Rang, und sie feierte den ersten Sieg im Sprint und in der Verfolgung von Lahti. Bei den Olympischen Winterspielen 2002 in Salt Lake City errang sie wieder die Goldmedaille mit der Staffel. Als Startläuferin musste sie in die Strafrunde, was ihr seit zwei Jahren nicht mehr passiert war. In der Saison 2002/03 wechselte sie vom WSV Oberhof zum SV Eintracht Frankenhain. In der Gesamtwertung landete sie auf dem 20. Rang, bei den Weltmeisterschaften 2003 in Chanty-Mansijsk war der 18. Rang im Sprint ihr bestes Ergebnis, in der Staffel kam sie nicht zum Einsatz.

### 2004 bis 2006
Die Saison 2003/04 verlief für Apel besser als die vorige Saison, und sie kam in der Gesamtwertung auf den siebten Rang. Bei den Heimweltmeisterschaften 2004 in Oberhof holte sie im Massenstart die Silbermedaille und in der Staffel die Bronzemedaille. In der Wintersaison 2004/05 holte sie sich den vierten Einzelsieg im Sprint in Chanty-Mansijsk, und in der Gesamtwertung landete sie auf dem achten Rang. Eine Saison später glückten ihr sieben Top-Ten-Platzierungen im Weltcup. Bei ihren letzten Olympischen Winterspielen 2006 gelang ihr nur in der Staffel die Silbermedaille. Im Weltcup kam sie am Ende der Saison auf den achten Rang.
Nach einer Saison 2006/07 mit durchschnittlichen Leistungen, die durch Probleme mit der Schulter geprägt war, schaffte Apel erstmals seit elf Jahren keine Nominierung für die Biathlon-Weltmeisterschaften 2007 in Antholz und erklärte am 26. Februar 2007 ihren Rücktritt vom Biathlonsport zum Saisonende. Nach 22 Jahren Leistungssport bestritt sie am 18. März 2007 ihr letztes Weltcuprennen in Chanty-Mansijsk und erreichte in der Gesamtwertung den 19. Rang.

### Karriereende
Nach dem Ende ihrer Karriere strebt sie neben repräsentativen Aufgaben für Sponsoren und Ausrüster eine zusätzliche Ausbildung als Ergotherapeutin an, um „auf jeden Fall wieder mit Kindern zu arbeiten“.

## Erfolge

### Biathlon-Weltcup-Platzierungen
Die Tabelle zeigt alle Platzierungen (je nach Austragungsjahr einschließlich Olympische Spiele und Weltmeisterschaften).
- 1.–3. Platz: Anzahl der Podiumsplatzierungen
- Top 10: Anzahl der Platzierungen unter den ersten zehn (einschließlich Podium)
- Punkteränge: Anzahl der Platzierungen innerhalb der Punkteränge (einschließlich Podium und Top 10)
- Starts: Anzahl gelaufener Rennen in der jeweiligen Disziplin

| Platzierung                                  | Einzel | Sprint | Verfolgung | Massenstart | Team | Staffel | Gesamt |
| -------------------------------------------- | ------ | ------ | ---------- | ----------- | ---- | ------- | ------ |
| 1. Platz                                     |        | 3      | 1          |             | 1    | 18      | 23     |
| 2. Platz                                     |        | 3      | 1          | 1           | 1    | 17      | 23     |
| 3. Platz                                     | 1      | 4      | 3          | 1           |      | 4       | 13     |
| Top 10                                       | 7      | 39     | 31         | 10          | 2    | 46      | 135    |
| Punkteränge                                  | 17     | 90     | 74         | 32          | 2    | 46      | 261    |
| Starts                                       | 40     | 104    | 77         | 32          | 2    | 46      | 301    |
| Stand: Saisonende 2006/07, Karriereabschluss |        |        |            |             |      |         |        |

### Weltcupsiege
| Nr. | Datum         | Ort                  | Disziplin |
| --- | ------------- | -------------------- | --------- |
| 1.  | 17. Dez. 1995 | Oslo                 | Staffel   |
| 2.  | 6. Feb. 1996  | Ruhpolding (ws1)     | Team      |
| 3.  | 8. Feb. 1996  | Ruhpolding (ws1)     | Staffel   |
| 4.  | 19. Feb. 1998 | Nagano (ws2)         | Staffel   |
| 5.  | 17. Dez. 1998 | Osrblie              | Staffel   |
| 6.  | 14. Feb. 1999 | Kontiolahti (ws3)    | Staffel   |
| 7.  | 14. Jan. 2000 | Ruhpolding           | Staffel   |
| 8.  | 23. Jan. 2000 | Antholz              | Staffel   |
| 9.  | 10. März 2000 | Lahti                | Staffel   |
| 10. | 10. Dez. 2000 | Pokljuka             | Staffel   |
| 11. | 7. Dez. 2001  | Hochfilzen           | Staffel   |
| 12. | 14. Dez. 2001 | Pokljuka             | Staffel   |
| 13. | 17. Jan. 2002 | Ruhpolding           | Staffel   |
| 14. | 18. Feb. 2002 | Salt Lake City (ws4) | Staffel   |
| 15. | 6. Dez. 2002  | Östersund            | Staffel   |
| 16. | 10. Jan. 2003 | Oberhof              | Staffel   |
| 17. | 14. Jan. 2004 | Ruhpolding           | Staffel   |
| 18. | 6. Jan. 2005  | Oberhof              | Staffel   |

| Nr. | Datum         | Ort             | Disziplin  |
| --- | ------------- | --------------- | ---------- |
| 1.  | 14. März 2002 | Lahti           | Sprint     |
| 2.  | 17. März 2002 | Lahti           | Verfolgung |
| 3.  | 21. März 2002 | Oslo            | Sprint     |
| 4.  | 16. März 2005 | Chanty-Mansijsk | Sprint     |

### Ehrenbürgerin
Apels Heimatgemeinde Gräfenroda ernannte sie 2002 zur Ehrenbürgerin.